# 203 Dywizja Bezpieczeństwa
203 Dywizja Bezpieczeństwa (niem. 203. Sicherungs-Division) – niemiecki związek taktyczny Wehrmachtu podczas II wojny światowej

## Historia
W czerwcu 1941 na terytorium Niemiec została sformowana 203 Brygada Piechoty. Pułki brygady miały jedynie po dwa bataliony, bez broni ciężkiej. W ich skład wchodzili poborowi starsi wiekiem, którzy nie spełniali kryteriów do służby frontowej. Byli oni słabo wyszkoleni. Byli uzbrojeni w zdobyczną broń polską, holenderską i belgijską. W lipcu tego roku brygadę przeniesiono do Generalnego Gubernatorstwa, gdzie przemianowano ją na 203 Brygadę Uzupełnieniową. 1 czerwca 1942, po przeniesieniu na front wschodni, stała się ona 203 Dywizją Bezpieczeństwa. Od 1 czerwca 1943 na jej czele stał gen. por. Rudolf Pilz, zaś od 19 sierpnia 1944 gen. por. Max Horn. Na początku 1943 terenem jej działań była Ukraina, po czym w marcu tego roku przeniesiono ją na Białoruś. Sztab stacjonował w Bobrujsku. Dywizja działała na tyłach frontu, zwalczając partyzantkę, ochraniając szlaki komunikacyjne, ważne obiekty militarne itp. W październiku 1944 r. dywizję przekształcono w 203 Dywizję Piechoty pod dowództwem gen. ltn. Wilhelma Thomasa. Została ona zniszczona w marcu 1945 nad Wisłą. Ostatnim dowódcą był gen. por. Fritz Gädicke.

## Skład organizacyjny
203 Dywizja Bezpieczeństwa
- 608 Pułk Bezpieczeństwa
- 613 Pułk Bezpieczeństwa
- 507 Oddział Artylerii
- 1 Kompania 203 Batalionu Wschodniego „Dźwina”
- 2 Szwadron 230 Wschodniego Dywizjonu Kawalerii
- 203 Wschodnia Bateria Artylerii (od 1944 r.)
- 203 Kompania Łączności
- 203 Kompania Pionierów (od 1944 r.)
- 203 Oddział Zaopatrzenia

203 Dywizja Piechoty
- 608 Pułk Grenadierów
- 613 Pułk Grenadierów
- 930 Pułk Grenadierów
- 203 Pułk Artylerii
- 203 Kompania Przeciwpancerna
- 203 Batalion Fizylierów
- 203 Batalion pionierów